# Leptotes pirithous
Leptotes pirithous är en fjärilsart som beskrevs av Carl von Linné 1767. Leptotes pirithous ingår i släktet Leptotes och familjen juvelvingar. Inga underarter finns listade i Catalogue of Life.

## Bildgalleri

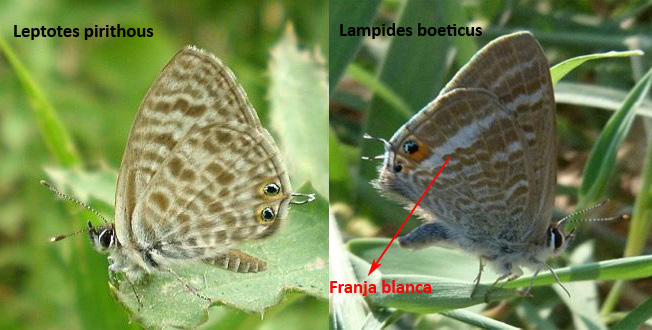
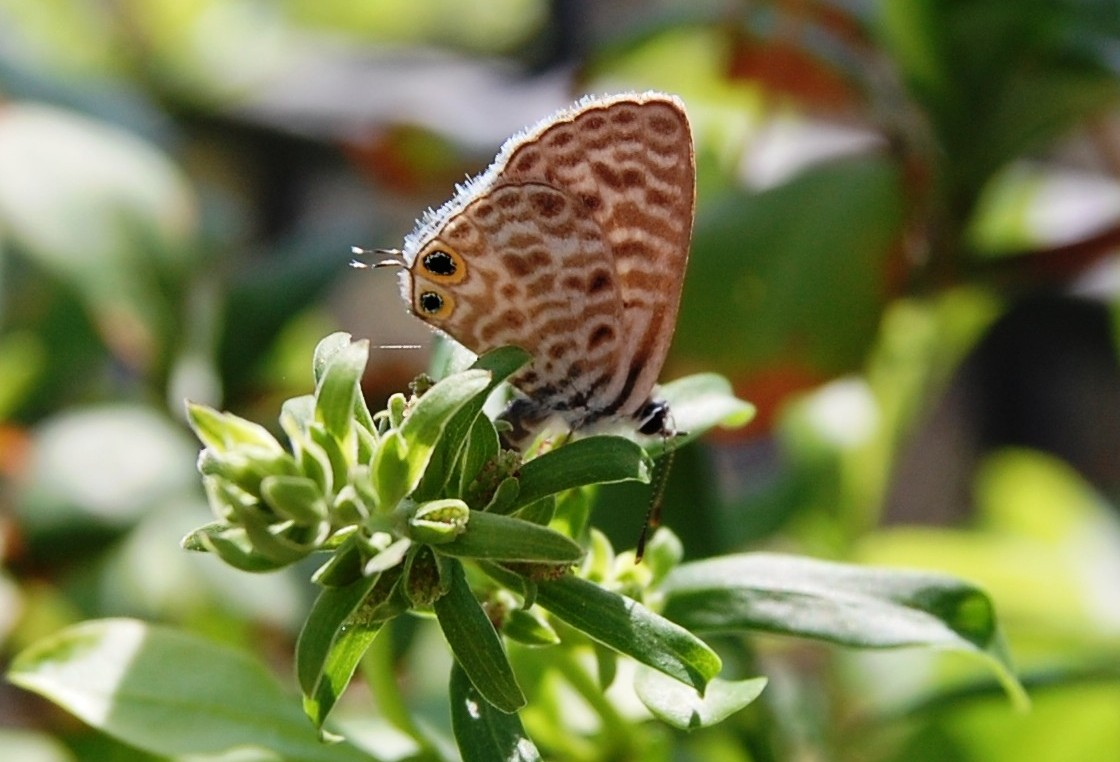
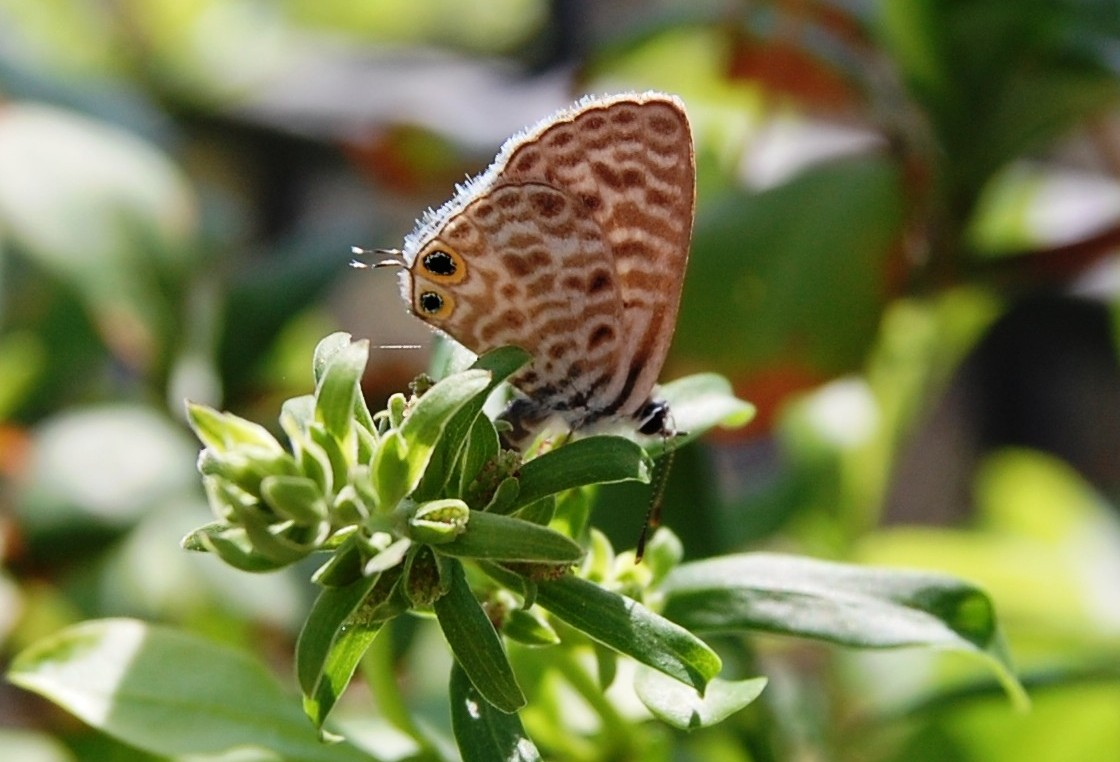
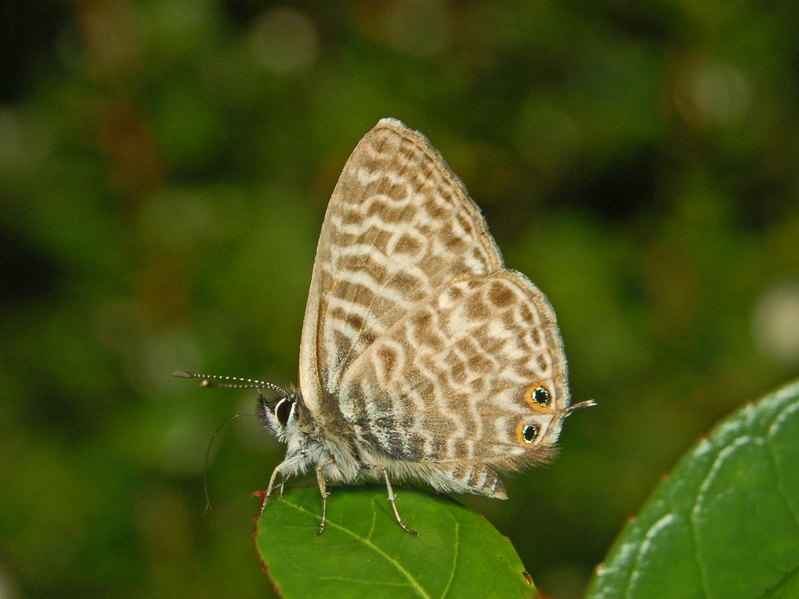